# Svetište
Svetište, proštenište ili hodočasničko mjesto (hodočastilište) je sveto mjesto obično povezano s nekim čudom, relikvijom ili tradicijom posjećivanja vjernika.
Svrhe hodočašća su odavanje časti Bogu, duhovna obnova, ponekad molba za ozdravljenje ili neka druga nakana te zahvala za dobivene milosti.
Svetišta su uobičajena u mnogim religijama, poput kršćanstva, islama i hinduizma. U islamu je hodočašće u Meku, Hadž, jedna od muslimanskih vjerskih dužnosti i jedan od pet stupova islama. 

## Katolička svetišta
U katoličanstvu se naglašava četverostruki odnos koji se uspostavlja u hodočašću: odnos s Bogom (u molitvi i sakramentima), odnos hodočasnika sa samim sobom (hodočašće kao vrijeme promišljanja i donošenja odluka), odnos s bližnjima (hodočasnicima, putnicima) te odnos s čovjekovim djelima (kulturom, poviješću) i prirodom.
Katolici imaju mnoga svetišta širom svijeta. Posebno se ističu sveta mjesta u Svetoj zemlji, npr. Betlehem, Jeruzalem i Nazaret, koja su često i svetišta drugih religija. Tako je Jeruzalem pun svetišta katolika, 
muslimana, Židova, pravoslavnih, armenskih i drugih vjernika.
Među najvažnijim katoličkim svetištima u Europi su: Santiago de Compostela u Španjolskoj, Lourdes u podnožju francuskih Pirineja, Fatima u Portugalu, Jasna Gora, Częstochowa u Poljskoj i Mariazell u Štajerskoj, u Austriji. Među najposjećenijim svetim mjestima su i Bazilika sv. Petra u Rimu i ostala sveta mjesta u Rimu. 
Izvan Europe ističe se marijansko svetište Gospe od Guadalupe u Meksiku. 
Postoje i svetišta, koja nisu službeno priznata od crkvenih vlasti kao što je Međugorje, koje je jedno od najvećih mjesta hodočašća u Europi.
Među novijim svetištima su rodna mjesta pape Ivana Pavla II. i Benedikta XVI.: Wadowice blizu Krakova i Marktl am Inn. 
Neka kršćanska sveta mjesta su mjesta, gdje su živjeli ili propovijedali sveci kao što su Čistilište sv. Patrika i Croagh Patrick.

### Svetišta u Hrvatskoj
Većina svetišta u Hrvatskoj posvećena su Blaženoj Djevici Mariji, od kojih se posebno ističu Marija Bistrica, Sinj, Trsat i Aljmaš. Od ostalih svetišta ističu se Nacionalno svetište sv. Josipa u Karlovcu, Svetište Predragocjene Krvi Kristove u Ludbregu i Schönstattska kapela u Maloj Subotici. Ljudi hodočaste i na spomendane svetaca u crkve, koje su njima posvećene. Tako su u Hrvatskoj brojna hodočašća na spomendan bl. Alojzija Stepinca (Krašić), sv. Antuna Padovanskog, sv. Ivana Krstitelja, sv. Nikole Tavelića (Šibenik) i inih.

## Muslimanska svetišta
Za muslimane najvažnije mjesto hodočašća je u Meku, te zatim u Medinu i Jeruzalem, Ziyarat i druga mjesta povezana s boravkom i djelima proroka Muhameda. Za iračke šijite važno je svetište u Karbali.

## Budistička svetišta
Budustička svetišta vezana su uz važna mjesta u životu Bude. To su: Lumbini (rodno mjesto Bude), Bódhgaja (gdje je Buda postigao prosvjetljenje), Sarnath (gdje je Buddha prvi put propovijedao) i Kušinagara. Osim tih glavnih područja postoje veliki broj manje važnih budističkih hodočasničkih mjesta, kao što je Varanasi.

## Gospodarski značaj
Svetišta su nerijetko i turistička odredišta, ciljna mjesta (engl. place of interest) vjerskoga (duhovnoga) turizma, i kao takva važna u razvoju mjesnih i područnih, a u nekim slučajevima i državnih gospodarstava, s razvijenom trgovinom, ugostiteljstvom, hotelijerstvom, prometom i putničkim prijevozom.